# Dactylorchis
Dactylorchis é um género botânico pertencente à família das orquídeas (Orchidaceae).